# George Berkeley
För andra betydelser, se George Berkeley (olika betydelser).
George Berkeley ([ˈbɑːrkli]), född den 12 mars 1685 på Dysart Castle i närheten av Thomastown i Kilkenny, död den 14 januari 1753 i Oxford, var en irländsk filosof (empiriker, fenomenalist och kunskapsidealist) och biskop. 

## Biografi
George Berkeley föddes i grevskapet Kilkenny på Irland. Fadern var engelsman och modern fransyska.
Berkeley utbildade sig vid Trinity College i Dublin och blev docent 1707. I Derry blev han domprost 1724. Han reste 1728 till Rhode Island. Meningen vara att han skulle grunda ett universitet på Bermuda. Berkeley hade samlat in pengar och kronan skulle skjuta till resten. Löftet infriades inte och 1731 lämnade han Bermuda. Han återvände till Irland och blev biskop i Cloyne 1734.
Berkeley ansåg att den tidens materialistiskt inriktade filosofi och vetenskap hotade den kristna livssynen och räknas som en av de tre stora brittiska empirikerna. Han var samtida med John Locke och David Hume.
Berkeleys främsta filosofiska bidrag var utvecklandet av den teori han benämnde "immaterialism" (senare kallad subjektiv idealism av andra). Denna teori, som han sammanfattade i uttrycket esse est percipi ("att vara är att uppfattas"), hävdar att individer bara direkt kan känna sinnesintryck och idéer om objekt, inte abstraktioner som "materia". Motsatta ståndpunkter finns exempelvis inom materialismen, eller även hos en idealist som Platon. Berkeleys idealism innebar att den objektiva verkligheten utgjordes av Gud, som framkallar sinnesförnimmelserna hos de enskilda subjekten.

## Teorier
Berkeley menade att världen omkring oss existerar precis som våra sinnen uppfattar dem. Objektiv kunskap är möjlig eftersom världen omkring oss (som vi uppfattar den) är det enda som existerar. Det finns ingen värld bortom vår perception, som Platon menade. Han ansåg också att det enda som går att bevisa empiriskt är sinnet och att allt vi förnimmer kommer från Gud. Dessa läror klassificeras som kunskapsteoretisk idealism.
I An Essay Towards a New Theory of Vision argumenterar han att det visuellt synliga inte måste innebära att materia och substanser existerar i verkligheten utan att allt kommer från tanken och tanken kommer ursprungligen från Gud. Berkeleys kunskapsidealism kan sammanfattas:
1. Våra perceptioner av omvärlden är helt objektiva och tillförlitliga.
2. Kunskap om omvärlden kan endast nås genom perception.
3. En felkälla uppstår i mötet mellan vår perception och våra mentala föreställningar.
4. Vårt språk och våra mentala föreställningar kan vara ett hinder för kunskap om omvärlden.

Berkeley menade således att alla egenskaper måste vara sekundära, d.v.s. vara mentala och därför andliga. Även form, soliditet, antal, rörelse och utsträckning är således sekundära och därför subjektiva. Konsekvenserna blir det som kallas kunskapsteoretisk idealism: det vi har kunskap om är våra mentala upplevelser, som finns i vårt medvetande, och inte om någon materiell yttervärld, som existerar utanför vårt medvetande och som ska ha givit upphov till dessa mentala upplevelser.
Han menade även att idéer inte kunde existera utan essens.
Efter grundläggande studier i Oxford ägnade sig George Berkeley åt medicin och kemi och blev nära vän med Thomas Sydenham och Robert Boyle, vars atomistiska natursyn kom att påverka hans filosofi.
Dessa kunskapsteoretiska slutsatser får ontologiska konsekvenser:
Det enda som existerar är medvetanden och idéer eller föreställningar som dessa medvetanden har.
Materiella företeelser eller föremål är endast buntar av förnimmelser som hänger ihop i tid och rum.
Några underliggande bärare av dessa egenskaper, substanser, motsvaras inte av några sinnesintryck och kan därför inte sägas existera.
En konsekvens av detta tänkande är att verkligheten endast är upplevelser och således är beroende av ett medvetande för att existera. Berkeley säger själv: 
To be is to be perceived eller på latin: esse est percipi. Existerar således mitt hus endast när det upplevs av någon? Är det meningsfullt att hävda att Big Bang har ägt rum om det inte upplevdes av någon? Berkeleys svar har formulerats av Ronald A. Knox i form av två sammanhängande limerickar:
There was a young man who said, "God
Must think it exceedingly odd
If he finds that this tree
Continues to be
When there's no one about in the Quad."
Dear Sir, Your astonishment's odd
I am always about in the Quad.
And that's why the tree
Will continue to be,
Since observed by
Yours faithfully,
God
Därmed blir Berkeleys slutsatser ett Gudsbevis: Världen existerar som Guds föreställning. Att Berkeley var präst har inte underlättat för dem som logiskt har försökt vederlägga hans teori att vi inte med säkerhet kan veta att något annat existerar än våra upplevelser.
I A Treatise Concerning the Principles of Knowledge attackerar han bland annat John Locke.
1734 publicerade han en pamflett, Analysen i vilken han kritiserade grunderna i bland annat Newtons forskning. Många matematiker som James Jurin, Jacob Walton och Benjamin Robins publicerade antipamfletter. Det hela utmynnade till att bli en dispyt mellan James Jurin och Benjamin Robins.
1734 gav han även ut en skrift The Alciphron där han försvarar den gängse kristna doktrinen.
1744 gav han ut Siris, som bland annat behandlar hälsofördelarna med tjärvatten, och ett stort antal andra frågor inom ämnen som medicin, metafysik och naturvetenskap. Boken har givit upphov till livlig diskussion om huruvida Berkeley på äldre dagar bytte uppfattning om vissa frågor.